# Classificació bibliogràfica de Bliss
La Classificació bibliogràfica de Bliss (BC) és un sistema de classificació de fons bibliogràfics que va ser creat per Henry Evelyn Bliss (1870–1955) i fou publicat en quatre volums entre 1940 i 1953. Tot i que el sistema fou concebut als Estats Units, ha estat més adoptat per biblioteques britàniques. Des de 1977 s'està desenvolupant una segona edició del sistema (BC2) des de Gran Bretanya.

## Orígens del sistema
Henry E. Bliss va començar a treballar en un nou sistema de classificació quan treballava d'auxiliar de biblioteca a la biblioteca universitària del City College of New York, ja que era molt crític amb la Classificació Decimal de Melvil Dewey i considerava que calia un sistema que permetés adaptar l'organització dels llibres a la col·lecció de qualsevol biblioteca, d'acord amb les seves pròpies necessitats. La solució que proposà és el concepte de "ubicació alternativa", mitjançant el qual una matèria concreta pot anar ubicada a diferents llocs, i és cada biblioteca qui tria una ubicació i l'aplica de forma consistent.
L'any 1908 Bliss va reclassificar el fons de la biblioteca del City College amb el nou sistema de classificació. Els fonaments teòrics i les regles aplicades en el sistema figuren a la seva obra Organization of knowledge and the system of the sciences publicada en quatre volums entre 1940 i 1953.
Els quatre principis bàsics del sistema de la BC són:
- Ubicació alternativa
- Notació breu i concisa
- Organització del coneixement segons una visió d'experts acadèmics
- Desenvolupament de les àrees temàtiques que mostri la relació natural entre les matèries enllaçades.

## Adopció i canvi a BC2
El 1977 la Bliss Classification Association, fundada el 1967, va començar a publicar una versió revisada del sistema de Bliss, que donà lloc a segona edició, denominada BC2. Aquesta manté únicament les línies generals de base del sistema de Bliss, introdueix els principis de la classificació facetada i canvia substancialment la notació, tant és així que la BC2 ha estat àmpliament considerat com un sistema diferent.
La biblioteca del City College va mantenir l'aplicació del sistema de Bliss fins al 1967, quan adoptà la Classificació de la Library of Congress, atès que els costos del manteniment i la formació del personal en l'ús de la BC eren molt elevats.
A Gran Bretanya, en canvi, el sistema de Bliss gaudí de més popularitat, i des d'allà es va estendre a altres països de parla anglesa. En els anys 1970s la BC s'aplicava a més de 100 biblioteques universitàries i especialitzades.
L'esquema de facetes aplicat en el desenvolupament de la BC2:
- Agents
- Operacions
- Propietats
- Materials
- Processos
- Parts
- Tipus
- Objecte en si

## Classificació BC2
Esquema de les classes:
- 2/9 - Generalitats, Fenòmens, Coneixement, ciències i tecnologies de la Informació
- A/AL - Filosofia & Lògica
- AM/AX - Matemàtiques, Probabilitat, Estadística
- AY/B - Ciència en general, Física
- C - Química
- D - Astronomia i ciències de terra
  - DG/DY - Ciències de terra
- E/GQ - Ciències biològiques
- GZ/GR - Ciències biològiques aplicades: agricultura i ecologia
- H - Antropologia física, biologia humana, ciències de Salut
- I - Psicologia i Psiquiatria
- J - Educació
- K - Societat (inclou ciències socials, sociologia & antropologia social)
- L/O - Història (incloent estudis d'àrea, viatges i topografia, i biografia)
  - LA - Arqueologia
- P - Religió, Ocultisme, Ètica i moral
- Q - Benestar social & Criminologia
- R - Política & administració pública
- S - Dret
- T - Economia & Administració i gestió d'empreses
- U/V - Tecnologia i arts i oficis (incloent economia domèstica)
- W - Arts
  - WX/WV - Música
- X/Y - Llengua i literatura
- ZW/ZA - Museologia